# Edmund, earl av Rutland
Edmund, earl av Rutland, född 27 maj 1443 i Rouen, Frankrike, död 30 december 1460 i Wakefield, var den andre överlevande sonen till Rikard, hertig av York och Cecily Neville, yngre bror till Edvard IV och äldre bror till Rikard III. 
Han dog som sjuttonåring 1460 efter Slaget vid Wakefield under Rosornas krig. Hans huvud sattes upp på staden Yorks portar, tillsammans med faderns, och morbroderns, Rikard Neville, earl av Salisbury.